# Gerald Crabtree
Gerald Rodney Crabtree (* 18. Dezember 1946) ist ein US-amerikanischer Zellbiologe.

## Leben und Werk
Crabtree wuchs auf einer kleinen Farm in Potrock Hollow, West Virginia auf. Er studierte Chemie und Mathematik am West Liberty State College, West Liberty, wo er 1968 seinen Bachelor erwarb. 1972 wurde er an der Temple University Medical School zum M. D. promoviert. Bei Allan Munck arbeitete er später an der Biochemie der Steroide. Von 1979 bis 1982 war er Assistenzprofessor für Pathologie an der Dartmouth Medical School in Hanover. Nach zwei Jahren an den National Institutes of Health wurde er 1985 außerplanmäßiger Professor für Pathologie an der School of Medicine der Stanford University. Seit 1993 ist er ebendort Professor für Pathologie und Entwicklungsbiologie und seit 1994 forscht er zudem am Howard Hughes Medical Institute.
Er untersucht die Interaktion zwischen Zellen und deren Umgebung. In den 1980er Jahren entdeckte er den hepatocyte nuclear factor 1 sowie den nuclear factor of activated T cells (NF-AT) und konnte den Wirkmechanismus von Ciclosporin aufzeigen. In der 1991 begonnenen Zusammenarbeit mit Stuart Schreiber konnte er unter anderem den Informationstransportweg von Zellmembran zu Zellkern finden, den Calcium-Calcineurin-NFAT-Pathway. Dieser ist bedeutend für die Knochenentwicklung und die Insulinproduktion. Das eröffnet neue Behandlungsmethoden für Diabetes und Osteoporose.

## Veröffentlichungen
Crabtree publizierte mehr als 125 wissenschaftliche Arbeiten.

## Auszeichnungen
- 1984 NIH Director’s Award
- 1986 Warner Lambert Park Davis Award
- 2004 Outstanding Inventor (Stanford University)
- 2006 Thomas Scientific Laureate in Chemistry

## Mitgliedschaften
- 1997 National Academy of Sciences
- American Chemical Society
- American Association of Cell Biology
- Society for Developmental Biology
- American Association of Immunology
- American Association for the Advancement of Science